# Ногаре индустријска зона (Тревизо)
Ногаре индустријска зона (итал. Nogaré Zona Industriale) је насеље у Италији у округу Тревизо, региону Венето.
Према процени из 2011. у насељу је живело 17 становника. Насеље се налази на надморској висини од 148 м.